# Bibelmuseum
Ein Bibelmuseum ist ein Museum, das dem Inhalt, der Geschichte und der Verbreitung der Bibel gewidmet ist. Manche Bibelmuseen versuchen in ihren Ausstellungen den Besuchern auch einen Einblick in die Lebenswelt und Kultur der Menschen des Nahen Ostens zur Zeit Jesu sowie des Alten Israel zu vermitteln, um die Erzählungen der Bibel besser verständlich zu machen.
Bibelmuseen gibt es an zahlreichen Orten.

## Bibelmuseen
Deutschland
- Bibelmuseum Bayern[1] in Nürnberg; Träger: Evangelisch-Lutherische Kirche in Bayern
- Bibel-o-thek Langenzenn[2], Träger: Evangelische Kirche Langenzenn
- BibelCenter Minden[3], Träger: Verein (BibelCenter Minden e.V.)
- Bibeldorf Rietberg[4], Träger: Evangelische Kirchengemeinde Rietberg
- Bibelerlebniswelt Schönbronn[5]
- Bibelgalerie Meersburg[6]
- Bibelhaus Dresden[7] der Sächsischen Haupt-Bibelgesellschaft
- Bibelhaus Erlebnis Museum Frankfurt[8]
- Bibelkabinett Berlin[9] der von Cansteinschen Bibelgesellschaft
- Bibelmuseum Münster, größtes Bibelmuseum in Deutschland
- Bibelmuseum Neustadt an der Weinstraße[10]
- Bibelmuseum Wuppertal[11], Träger: Verein (Brüdergemeinde)
- Bibelwelten Haßfurt[12], Träger: Verein (evangelische und katholische Dekanate)
- Bibelzentrum Barth
- Bibelzentrum Halle[13]
- Bibelzentrum Marienwerder[14] der Hannoverschen Bibelgesellschaft
- Bibelzentrum Schleswig
- Bibelzentrum Wuppertal[15] der Rheinischen Bibelgesellschaft
- Deutsches Bibel-Archiv Hamburg[16]
- Werkstatt Bibel Dortmund[17] des Amts für missionarische Dienste der Evangelischen Kirche von Westfalen
- bibliorama – das bibelmuseum stuttgart

Wanderausstellungen:
- Bibelausstellung Sylt[18], Privatinitiative (Alexander Schick)

Tschechien
- Kleines Museum der Bibel in Pelhřimov, Pelhřimov, 2016 eröffnet[19]

USA
- Museum of the Bible, Washington, D.C., im November 2017 eröffnet mit über 40.000 Objekten[20]